# Meinolf Lüttecken
Meinolf Lüttecken es un deportista alemán que compitió para la RFA en taekwondo. Ganó una medalla de plata en el Campeonato Mundial de Taekwondo de 1975 en la categoría de +80 kg.

## Palmarés internacional
| Campeonato Mundial | Campeonato Mundial   | Campeonato Mundial | Campeonato Mundial |
| Año                | Lugar                | Medalla            | Categoría          |
| ------------------ | -------------------- | ------------------ | ------------------ |
| 1975               | Seúl (Corea del Sur) | Medalla de plata   | +80 kg             |